# Claire Auzias
Claire Auzias, née le 28 avril 1951 à Lyon et morte le 6 août 2024, à Paris, est une universitaire et historienne française, féministe et libertaire.
Après s'être consacrée à l'étude des mouvements libertaires à Lyon, elle étudie particulièrement l'histoire des peuples roms.

## Biographie

### Engagements de jeunesse
À 17 ans, elle participe à la fondation du Comité d'action lycéen CAL 69, et prend part à Lyon aux événements de Mai 68 au sein du mouvement du 22 Mars, créé à l’initiative d'un groupe de jeunes gens (libertaires et ex-JCR) proches de Françoise Routhier. 
Elle s'engage ensuite dans le mouvement féministe.

### Enseignement et recherche
En 1980, elle soutient une thèse de doctorat en histoire à l'université Lyon-II sur la mémoire orale des mouvements libertaires à Lyon avant la Seconde Guerre mondiale.
Dans les années 1980, elle enseigne l'histoire et la sociologie des femmes à l'université Lyon-II, avant de se tourner vers l'histoire moderne des Roms, tout d'abord dans les pays de l'Europe de l'Est (dans les années 1990), puis dans l'ensemble de l'Europe (dans les années 2000),.

### Thèmes de recherche
Les principaux thèmes de recherche de Claire Auzias concernent l'anarchisme et les Roms.
Elle s'est intéressée notamment au mouvement anarchiste entre les deux guerres mondiales (avec Mémoires libertaires - Lyon 1919-1939, 1993), à la première grève d'ouvrières en 1869 et à l'engagement social de Louise Michel (avec Louise Michel : une anarchiste hétérogène, 1999), d'Emma Goldman (avec Emma Goldman, une tragédie de l’émancipation féministe, 2000) et de Jacob Law.

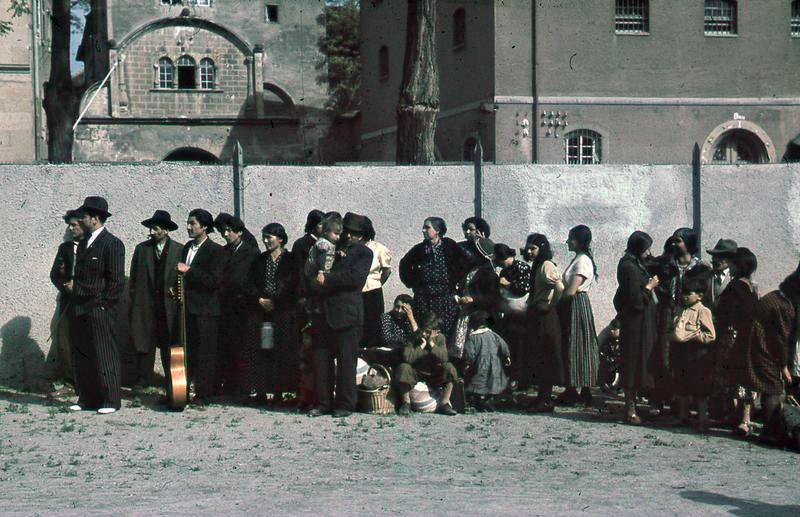
Un groupe de Roms à Asperg, en Allemagne, rassemblés par les autorités du Reich pour être déportés, le 22 mai 1940.

Entre 1938 et 1946, on estime que 500 000 Roms ont été exterminés par les nazis et leurs alliés. Dans son ouvrage Samudaripen, le génocide des Tsiganes, elle apporte des éclaircissements sur ce génocide peu documenté.
Ses archives sont conservées au Centre des archives du féminisme.

### Appel du 22 mars
Si Claire Auzias se définit comme anarchiste individualiste, elle reconnaît l’intérêt du « vrai anarcho-syndicalisme » qui se suffit à lui-même et qui assume toutes les tâches de l'anarchisme. En 2001, elle est parmi les signataires de l’Appel du 22 mars à l’unité du mouvement libertaire.

### Activités d'édition
En 2004 à Marseille, elle est parmi les fondateurs des éditions Égrégores,, « La mémoire est notre point de départ et notre priorité ».
Elle est membre du comité de rédaction de la revue Chimères, fondée par Deleuze et Guattari (Éditions Érès, Paris),.

### Polémique
En août 2018, Yves Bichet publie Trois enfants du tumulte au Mercure de France. Dans ce roman, situé dans l'après-Mai 68 à Lyon, l'auteur met en scène un « personnage de fiction » nommé Claire Auzias, caricaturée en « héroïne un peu niaise de la déglingue de l’après-mai ». En septembre 2018, Claire Auzias publie une « Lettre ouverte à mon prédateur littéraire »,.

## Accueil critique
Dans Mémoires libertaires, Lyon, 1919-1939, Claire Auzias se concentre presque entièrement sur les activités anarchistes à Lyon. S'entretenant avec 18 anarchistes, hommes et femmes, actifs dans cette ville dans l'entre-deux-guerres, elle restitue le tableau d'un véritable mode de vie anarchiste : les militants lyonnais faisaient penser parfois moins à un mouvement politique de masse qu'à un groupe d'amis, leurs souvenirs mettant l'accent tant sur la sociabilité que sur l'idéologie.

## Publications
- Gélina Calamita, (sous son nom d'épouse Claire Gelineau[n 2]), préface de Jean Lacroix, Fédérop[22], 1977, (BNF 11904527)[n 3].
- Emma Goldman, une tragédie de l’émancipation féministe,  Syros, 1978, notice, L'Esprit frappeur, 2000.
- Mémoires libertaires : Lyon 1919-1939, L'Harmattan, 1993, notice.
- La compagnie des Roms. Récit de voyages parmi les livres, les bidonvilles et les êtres humains, Atelier de création libertaire, 1994, notice.
  - Christiane Passevant, Claire Auzias : la compagnie des Roms, L'Homme et la société, 1995, n°115 Numéro, 147-148[23].
- Les Tsiganes : le destin sauvage des Roms de l'Est, Éditions Michalon, 1995, notice éditeur.
- Les poètes de grand chemin : voyages avec les Roms des Balkans, Éditions Michalon, 1998, notice éditeur.
- Louise Michel : une anarchiste hétérogène, Éditions du Monde libertaire et Alternative libertaire, 1999,  (ISBN 2-903013-64-0)[24].
- Samudaripen, le génocide des Tsiganes, L'Esprit frappeur, 2000[25] (prix Véronique Dutriez en 2008[26],[27]).
  - Samudaripen : le génocide des Tsiganes, 3e édition revue et augmentée, L’Esprit frappeur, 2022, 296 pages.
- Les funambules de l'Histoire : les Tziganes entre préhistoire et modernité , Éditions de La Digitale, 2002, notice.
- La Bartambule, K'A, 2003[28].
- Les aventures extraordinaires de Laplume et Goudron, travailleurs de la nuit, Éditions libertaires, 2007, (BNF 41112072).
- Chœur de femmes tsiganes, avec des photographies d'Éric Rosset, Éditions Egrégores, 2009, notice & notice.
- Roms, Tsiganes, voyageurs : l'éternité et après ?, Éditions Indigène, 2010, notice.
- (es) Gitanas, hablan las mujeres gitanas, Pepitas de calabaza éditeur, Espagne, 2011.
- Tsiganes en terre d'Israël, (sous la direction de), coédition Éditions Indigène et Égrégores, 2013, notice.
- Trimards : « Pègre » et mauvais garçons de Mai 68, Atelier de création libertaire, 2017,  (ISBN 978-2-35104-105-5), présentation éditeur.
  - Jean-Christophe Angaut, Bakounine : Lumpenproletariat, canaille et révolution, p. 286-296, [lire en ligne].
  - Freddy Gomez, La Commune des affranchis, À contretemps, Bulletin de critique bibliographique, 8 janvier 2018[29].
  - Jean-Michel Lacroûte, « "Trimards, "Pègre" et mauvais garçons de Mai 68" - Claire Auzias », sur lignesenstock.blogspot.fr, 11 janvier 2018.
- Un fait d'été, TheBookEdition, 2020, 160 p.  (ISBN 978-2-9573951-0-1)
- Anarchistes entre deux révolutions : Lyon, 1919-1939, luttes et récits, Atelier de création libertaire, 2024, 430 pages, présentation éditeur.

### Ouvrages collectifs
- Avec Annik Houel, La grève des ovalistes, Lyon, juin-juillet 1869, Payot, 1982, notice, Atelier de création libertaire  (ISBN 978-2-3510-4093-5), 2016, présentation éditeur[30].
- Avec Élinor Accampo, Entre la classe sociale et la cité : identité et intégration chez les ouvriers de Saint-Chamond, 1815-1880, Le Mouvement social, no 118, janvier-mars 1982, p. 39-59, lire en ligne.
- Avec Françoise Kempf, Les Tsiganes ou Le destin sauvage des Roms de l'Est suivi de Le statut des Roms en Europe, Éditions Michalon, 1995.
- La culture libertaire, Atelier de création libertaire, 1997[n 4].
- Collectif, dir. Claire Auzias, ill. de Golo, Un Paris révolutionnaire : émeutes, subversions, colère, L’Esprit frappeur / Éditions Dagorno, 2001, 384 p. (ISBN 2-910019-78-0)[28] . Deuxième édition revue et augmentée, Les Éditions libertaires, 2019, 416 p.  (ISBN 978-2-900886-08-3)
- Collectif, Crimes de masse au XXe siècle : génocides, crimes contre l'humanité, Chaire lyonnaise des droits de l'Homme, Aléas, 2008, notice.
- Collectif, Les femmes Reclus in Élisée Reclus, Paul Vidal de La Blache : le géographe, la cité et le monde, L'Harmattan, 2009, extraits en ligne.
- Avec Michèle Therrien, Marcia Langton, Féminismes, ailleurs, Éditions Indigène, 2012, notice.
- Collectif, Rêves et passions d’un chercheur militant : mélanges offerts à Ronald Creagh, Lyon, Atelier de création libertaire, 2017, 288 p. (ISBN 978-2-35104-096-6, lire en ligne).

### Éditrice
- Lou Marin, Albert Camus et les libertaires : 1948-1960, Marseille, Égrégores éditions, 2008,  (ISBN 978-2-9523819-4-9)[31].

### Rapport
- Les familles roms d'Europe de l'Est, Ministère de l'Enseignement supérieur et de la Recherche, Institut de l'enfance et de la famille, 1993, notice.

### Articles
- Du bon usage d'un non-droit, Nouvelles Questions féministes, no 14-15, 1986, p. 92-116, [lire en ligne].
- Les Roms dans la guerre de l'ex-Yougoslavie, Ethnie vs polis, Chimères, no 25, 1995, [lire en ligne].
- Mémoires libertaires, Lyon 1919-1939, Annales, Histoire, Sciences Sociales, vol. 50, no 6, 1995, p. 1297-1300[32].
- Les anarchistes : une indocilité contagieuse, Le Monde diplomatique, janvier 2009, [lire en ligne].
- Imaginer, lire, écrire ( sur le livre éponyme d'Ursula Le Guin paru en 2024 aux éditions de l'Éclat), Chroniques Noir et Rouge, n° 17, juin 2024.